# Emilio Negrín
Emilio Antonio Negrín Borges es un abogado, activista de derechos humanos y sindicalista venezolano, miembro nacional de la Coalición Sindical Nacional y presidente de la Federación de Trabajadores Tribunalicios. Fue detenido arbitrariamente el 5 de julio de 2022.

## Actividad política
Fue líder de la Unión Bolivariana de Estudiantes y se unió a un grupo de jóvenes estudiantes universitarios se unieron en rechazo a la reforma constitucional impulsada por el presidente Hugo Chávez. A inicios de 2022 participó en el diálogo entre el gobierno de Nicolás Maduro y la Organización Internacional del Trabajo.

## Detención
Negrín fue arrestado en la madrugada del 5 de julio de 2022 por funcionarios de la Dirección General de Contrainteligencia Militar (DGCIM), sin presentar alguna orden judicial, en su residencia en la parroquia El Junquito, Caracas, y fue trasladado hasta la sede del Servicio Bolivariano de Inteligencia (SEBIN) en La Quebradita, en el oeste de la ciudad. Horas antes de su detención, había exigido la liberación del sindicalista Alcides Bracho, quien es su amigo y vecino. Junto con Bracho, fue acusado de "haber cometido delitos tipificados en la Ley Orgánica contra la Delincuencia Organizada y Financiamiento al Terrorismo (Lodofat)".

### Reacciones
La organización no gubernamental Foro Penal incluyó a Negrín en su registro de presos políticos en el país. La detención también fue descrita como arbitraria por la plataforma Alerta Venezuela (conformada por Acceso a la Justicia, el Centro de Derechos Humanos de la Universidad Católica Andrés Bello, Civilis Derechos Humanos, la Coalición de Organizaciones por el Derecho a la Salud y la Vida y Espacio Público), la cual también denunció que recientemente las fuerzas de seguridad también habían efectuado detenciones arbitrarias en contra de varias dirigentes sindicales, activistas de derechos humanos y contra sus familiares. Negrín fue el segundo miembro de la Alianza para la Defensa para los Derechos Laborales en Venezuela detenido arbitrariamente por el ejercicio de su activismo, después de Javier Tarazona el 2 de julio de 2021.
Un total de 108 organizaciones no gubernamentales y sindicatos exigieron la liberación de Emilio, junto a la de seis activistas y sindicalistas que fueron detenidos la misma semana. El partido político Bandera Roja denunció que  «La represión se extiende a varios militantes de nuestro partido», responsabilizando a Nicolás Maduro por las detenciones y de la vida de sus militantes detenidos. En agosto de 2023 fue condenado a 16 años de prisión por "conspiración" y "asociación para delinquir" junto a Reynaldo Cortés, Alcides Bracho, Alonso Meléndez, Néstor Astudillo y Gabriel Blanco. Fue excarcelado el 20 de diciembre de 2023.